# Eriborus terebrans
Eriborus terebrans är en stekelart som först beskrevs av Johann Ludwig Christian Gravenhorst 1829.  Eriborus terebrans ingår i släktet Eriborus och familjen brokparasitsteklar. Inga underarter finns listade i Catalogue of Life.